# فرخندگان
فرخندگان (نام علمی: Thraupidae) نام یک تیره از راسته گنجشک‌سانان است.